# Ballachulish
Ballachulish est un village de 670 habitants dans le Lochaber en Écosse.

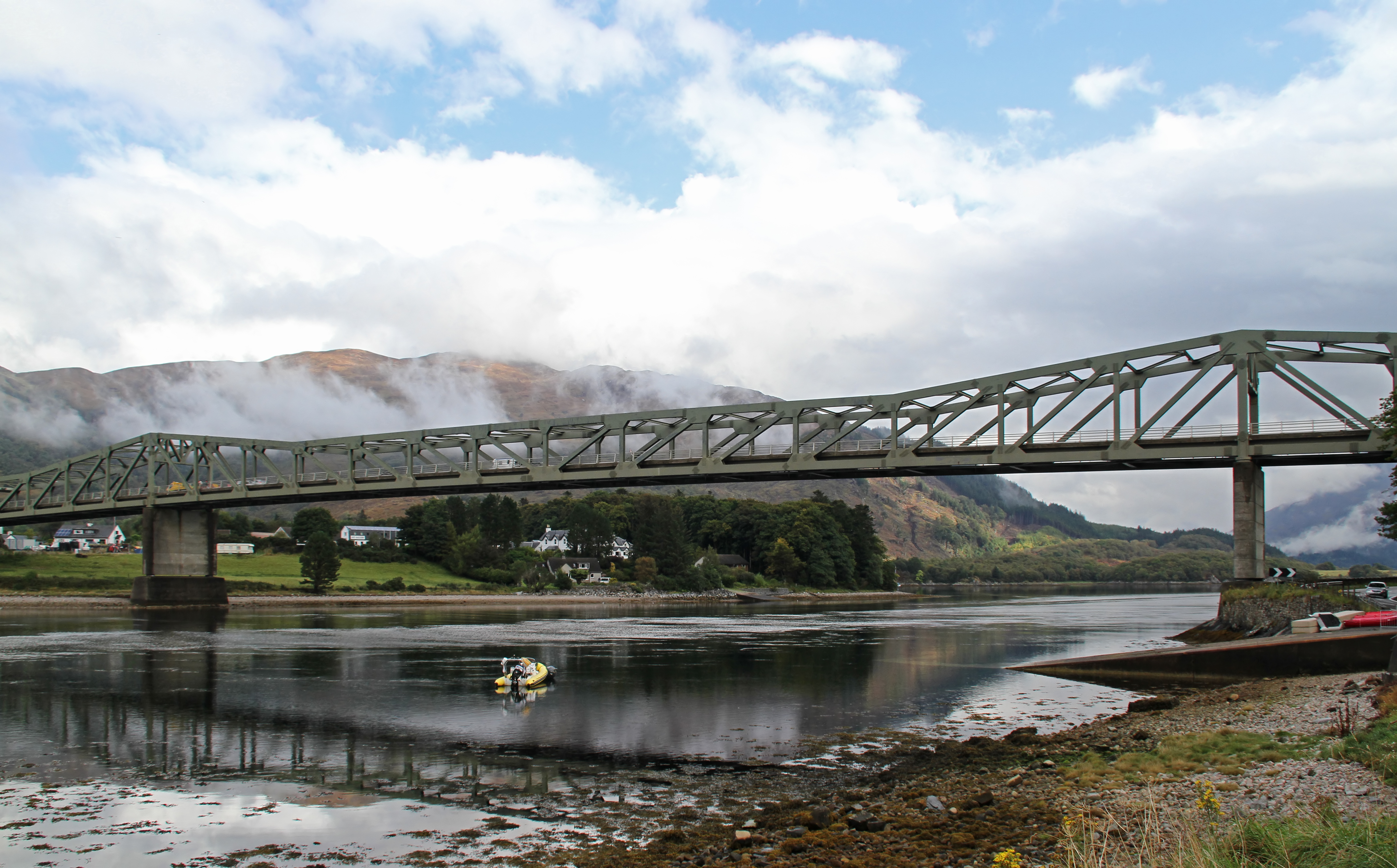
Pont de Ballachulish
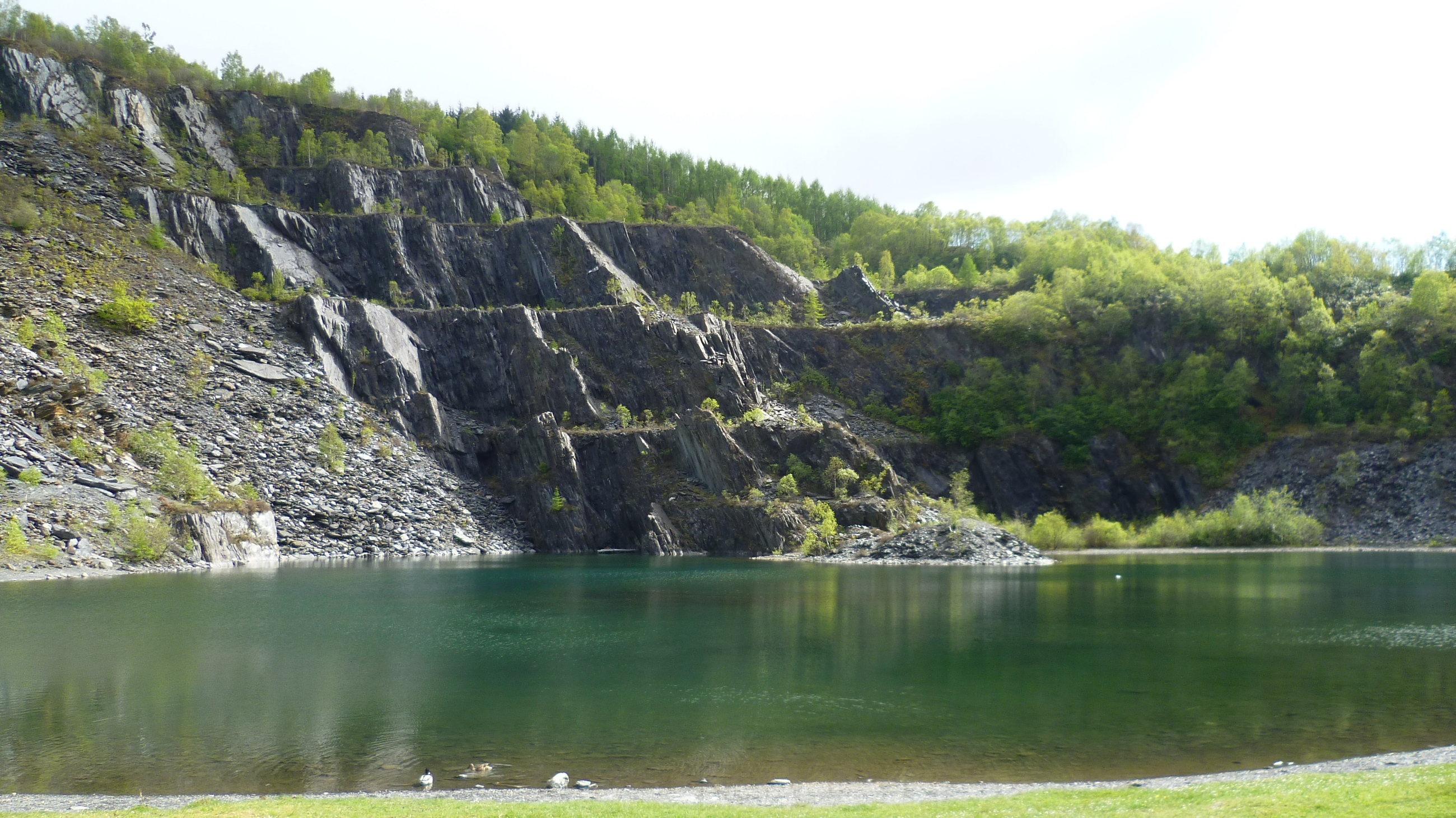
Carrière d'ardoise à Ballachulish
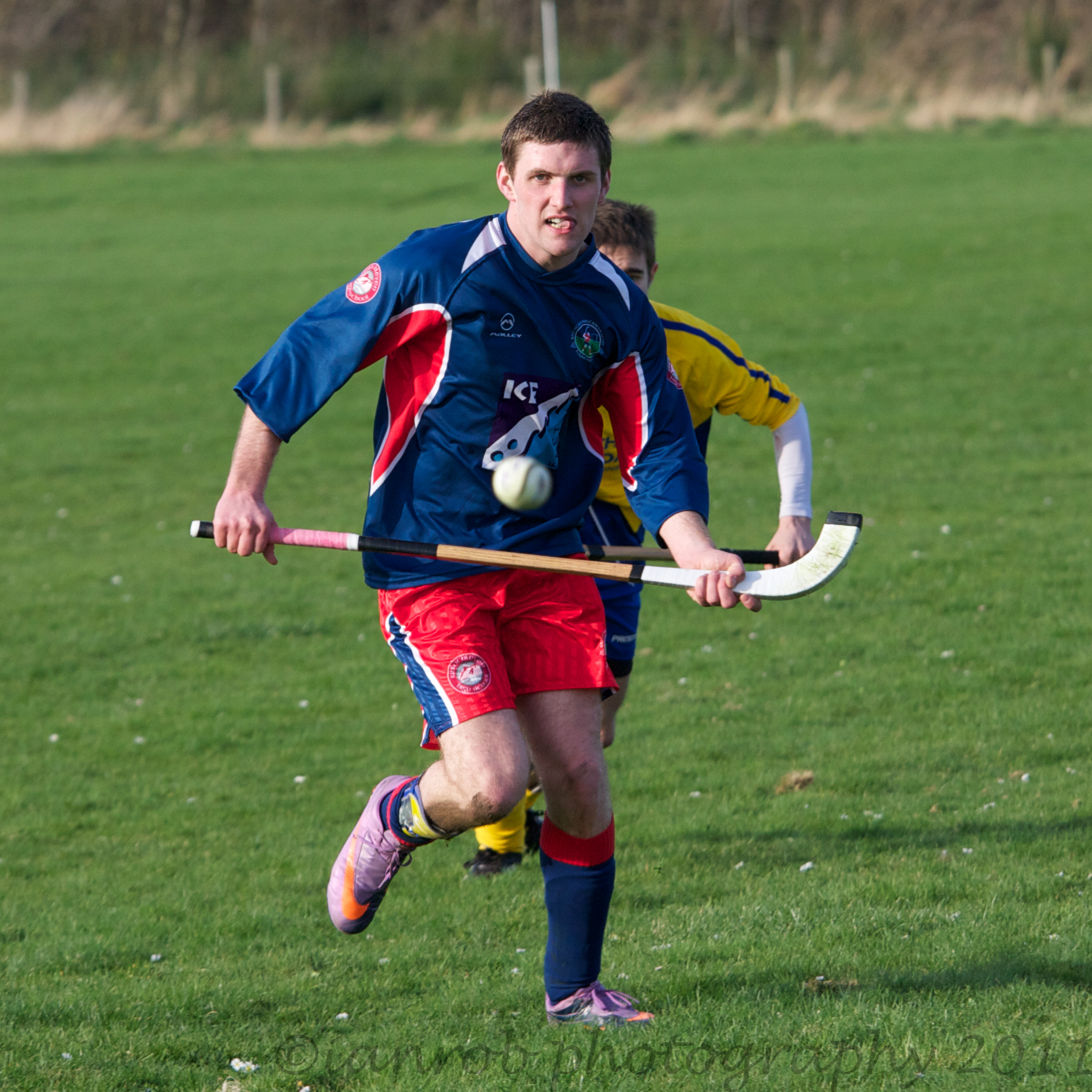
Un joueur de Hockey sur gazon de l'équipe de Ballachulish (2012)

L'artiste-peintre Rosa Bonheur  y séjourna et elle dessina une œuvre conservée au Musée d'Orsay : Vaches et bœufs traversant un lac à Ballachulish,
Fusain pastel encre et craie sur vélin coloré - 124 x 223 cm.